# Jason Billington
Jason Billington é um supervisor de efeitos visuais estadunidense. Foi indicado ao Oscar de melhores efeitos visuais na edição de 2017 pelo filme Deepwater Horizon. Além deste, seu trabalho foi reconhecido em Transformers, Indiana Jones and the Kingdom of the Crystal Skull, WALL·E e Avatar.